# Coleshill (Warwickshire)
Coleshill – miasto w Wielkiej Brytanii, w Anglii, w regionie West Midlands, w hrabstwie Warwickshire. W 2001 r. miasto to zamieszkiwało 6 343 osób.